# توریتا تیبرینا
توریتا تیبرینا (به ایتالیایی: Torrita Tiberina) یک کومونه در ایتالیا است که در استان رم واقع شده‌است.

## خصوصیات
توریتا تیبرینا ۱۰٫۸ کیلومترمربع مساحت و ۱٬۰۱۰ نفر جمعیت دارد و ۱۷۴ متر بالاتر از سطح دریا واقع شده‌است.

## خواهرخوانده
شهر یاش خواهرخواندهٔ توریتا تیبرینا هست.